# Menelau de Xipre
Menelau (en llatí Menelaus, en grec antic Μενέλαος) fou fill de Lagos i germà de Ptolemeu I Sòter. No consta com a militar durant les campanyes d'Alexandre el Gran però Filarc deixa entendre que abans de l'ascens del seu germà ja havia ocupat algun càrrec de certa importància.
Realment no apareix a la història fins al 315 aC quan el seu germà el va nomenar comandant en cap de les forces enviades a Xipre on havia de cooperar amb la flota de Seleuc I Nicàtor i amb Nicocreó de Salamina. Amb els esforços dels tres l'illa de Xipre aviat va caure a les seves mans excepte Cittium o Cíttion, que finalment també va ser sotmesa una mica més tard.
Menelau va assolir el govern de l'illa i va deposar els petits prínceps locals als que va empresonar o assassinar al més petit símptoma de defecció.
El 306 aC encara governava quan Demetri Poliorcetes va arribar amb una poderosa flota i exèrcit; no podent competir en camp obert es va tancar darrere les muralles de Salamina; en una sortida va patir una severa desfeta amb moltes baixes. Demetri va estrènyer el setge però Menelau va poder resistir fins a l'arribada del mateix Ptolemeu I Sòter amb una gran flota; en la batalla naval que va seguir, Menelau va enviar 60 vaixells en ajut del seu germà, i encara que aquestes naus van poder forçar la sortida del port de Salamina, no van arribar a temps per la batalla on els egipcis van sortir totalment derrotats.
Sense esperances, Salamina es va rendir a Demetri Poliorcetes; aquest generosament va enviar Menelau a Egipte amb els seus amics i la seva propietat privada. Ja no torna a ser esmentat.